# Place Jacques-Copeau
La place Jacques-Copeau est une voie située dans le quartier Saint-Germain-des-Prés du 6e arrondissement.

## Situation et accès
La place Jacques-Copeau est desservie par la ligne 4 à la station Saint-Germain-des-Prés.

## Origine du nom
Cette place doit son nom à l'écrivain et metteur en scène français Jacques Copeau (1879-1949) en raison de sa proximité avec le théâtre du Vieux-Colombier où il fut principalement actif.

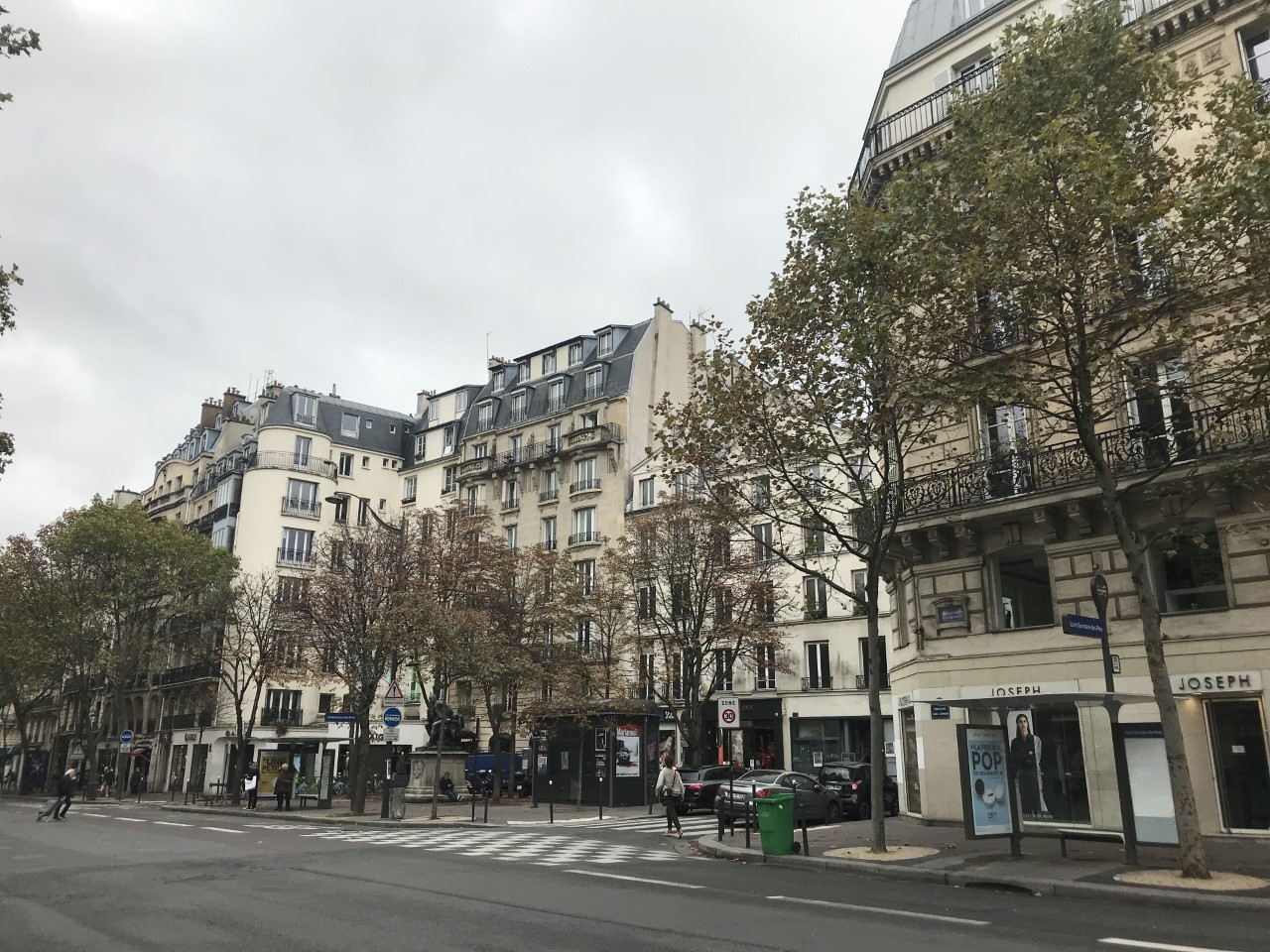
Vue de la place Jacques-Copeau donnant boulevard Saint-Germain.

## Historique
Dans les années 1860, la partie de la rue Gozlin comprise entre la rue des Ciseaux et la place Gozlin est supprimée pour permettre le percement du boulevard Saint-Germain. La partie nord de l'ancienne rue est en partie laissée vierge de construction, créant un renfoncement dans le boulevard.
L'espace libre au milieu de ce renfoncement est nommée ainsi par un arrêté municipal du 30 août 1978.

## Bâtiments remarquables et lieux de mémoire
- Le Monument à Diderot par Jean Gautherin, datant de 1886, avait préalablement été érigé sur la place Saint-Germain-des-Prés[2].